# أسلم بن زرعة الكلابي
أسلم بن زرعة الكلابي العامري والي خراسان وكان قبلها على خراج خراسان في ولاية سعيد بن عثمان بن عفان , وشى اسلم بن زرعة لمعاوية بن أبي سفيان على سعيد بن عثمان بأنه يحمل المال وخراج خراسان إلى زياد بن أبيه والي العراق وليس إلى معاوية في الشام مما أدى إلى عزل سعيد بن عثمان وتولي اسلم بن زرعة ولاية خراسان وكان ذلك عام 43هـ.
تولى ابنه سعيد بن أسلم ولاية مكران، و حفيده مسلم بن سعيد خراسان.